# West Kirby
West Kirby es una ciudad en la esquina norte-oeste de la Península de Wirral en Merseyside, Inglaterra, en la boca del Río Dee.
West Kirby es una de las áreas más ricas del Wirral.

## Educación
Las escuelas secundarias en el área son Calday Grange Grammar School en Caldy Hill; West Kirby Grammar School y el instituto Hilbre High School.

## Deporte

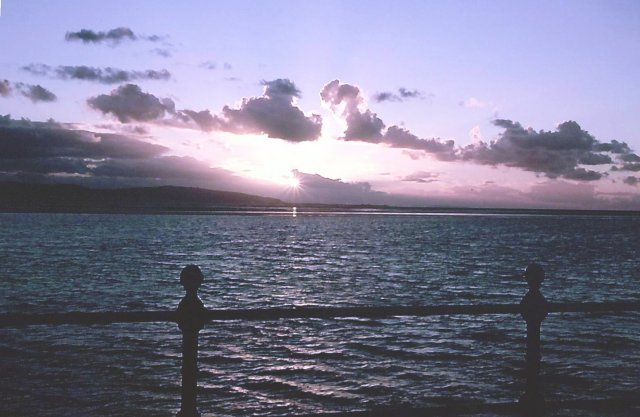
Ocaso sobre el Lago Marino

Windsurf, navegación y kayak son populares en el pueblo.

## Personas notables
- Andrew Baddeley, corredor de distancia media inglés (1500 m)
- Daniel Craig, actor. Quién asistió al Hilbre High School y a la Calday Grange Grammar School.
- Cyril Edward Gourley.
- Shirley Hughes, escritor e ilustrador.
- Pete Price.
- Glenda Jackson, actriz y política.
- Selwyn Lloyd, Canciller..
- George Mallory, alpinista.
- Denys Rayner.
- Joanna Scanlan, actriz y escritora televisiva, nacido en la ciudad[5]
- David Sheppard
- Philip Sheppard
- Olaf Stapledon
- Selwyn Lloyd,(banda de rock).
- Martyn Shone
- Rafa Benítez, director de Real Madrid.[6]
- Jamie Cocinero, el guitarrista para los Arctic Monkeys,